# Vittoriosa Stars Football Club 2010-2011

## Rosa
| N. |                    | Ruolo | Calciatore          |
| -- | ------------------ | ----- | ------------------- |
| 1  | Malta (bandiera)   | P     | Simon Agius         |
| 2  | Malta (bandiera)   | D     | Pierre Aquilina     |
| 3  | Malta (bandiera)   | D     | Justin Camilleri    |
| 29 | Malta (bandiera)   | D     | Sharlon Pace        |
| 23 | Malta (bandiera)   | D     | Carl Sammut         |
| 7  | Malta (bandiera)   | C     | Johann Spiteri      |
| 8  | Nigeria (bandiera) | A     | Anthony Ewrun       |
| 32 | Malta (bandiera)   | C     | Leighton Grech      |
| 12 | Malta (bandiera)   | P     | Jean Matthias Vella |

| N. |                    | Ruolo | Calciatore              |
| -- | ------------------ | ----- | ----------------------- |
| 13 | Malta (bandiera)   | D     | Jeffrey Chetcuti        |
| 14 | Brasile (bandiera) | A     | Louis Edison Dos Santos |
| 17 | Malta (bandiera)   | C     | Lucian Scerri           |
| 10 | Malta (bandiera)   | C     | Mauro Brincat           |
| 9  | Brasile (bandiera) | A     | Jorge                   |
| 80 | Brasile (bandiera) | A     | Carlinos                |
| 18 | Malta (bandiera)   | C     | Dino Cachia             |
| 31 | Malta (bandiera)   | D     | Stephen Wellman         |